# Polyplectropus alleni
Polyplectropus alleni là một loài Trichoptera trong họ Polycentropodidae. Chúng phân bố ở vùng Tân nhiệt đới.